# Geschichte Tadschikistans

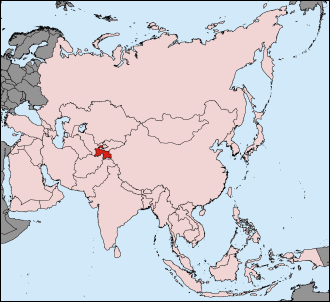
Lage Tadschikistans in Asien

Die Geschichte Tadschikistans umfasst die Entwicklungen auf dem Gebiet der Republik Tadschikistan von der Urgeschichte bis zur Gegenwart.

## Steinzeit
Das Gebiet des heutigen Tadschikistans war möglicherweise schon im Pleistozän vor rund einer Million Jahre besiedelt. Der älteste bekannte Fundplatz dieser Zeit ist Kuldara südwestlich von Chowaling in der Region Chatlon. In unmittelbarer Nähe dazu liegt das Fundgebiet des Löss-Paläolithikums am Obi-Mazar. Hier verteilen sich mehrere Fundstellen auf verschiedene Bodenhorizonte innerhalb einer Löss-Abfolge, die auf einen Zeitraum von vor 600.000 bis vor 100.000 Jahren datieren.
Erste Spuren einer Besiedlung nahe der Stadt Norak im Westen Tadschikistan stammen aus der Mittelsteinzeit. In Tadschikistan finden sich Wandmalereien aus der Steinzeit, die Jagd- und Naturszenen zeigen. Die ersten Bewohner des heutigen Tadschikistans lebten von der Jagd, der Viehzucht und der Landwirtschaft.

## Frühe Reiche

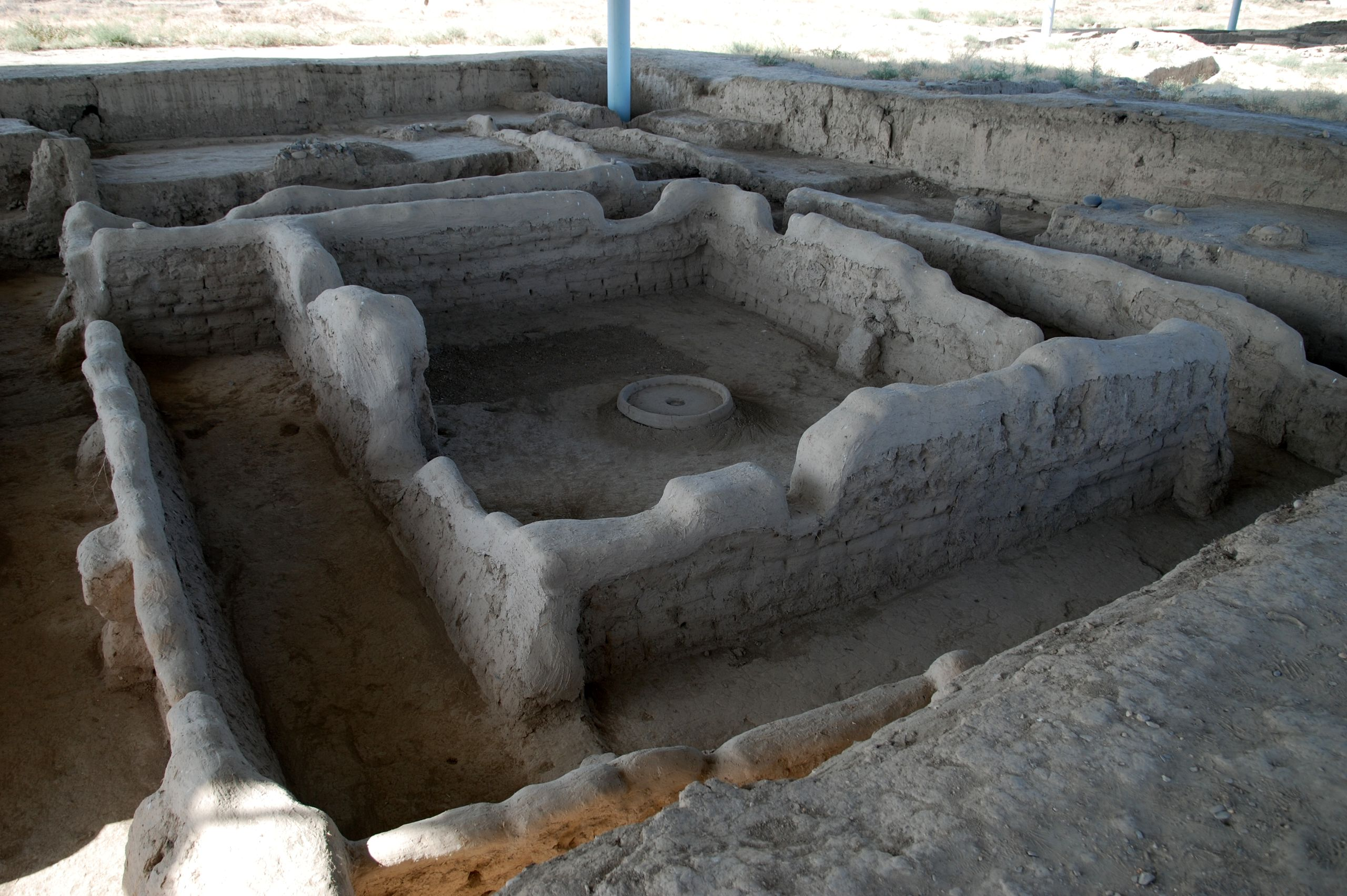
Überreste der urgeschichtlichen Siedlung Sarasm

Als einer der ältesten, dauerhaft besiedelten Orte in Tadschikistan gilt Sarasm, ein Ort, der seit dem 4. oder 3. Jahrtausend existierte. Die ersten Reiche auf tadschikischem Boden waren Baktrien, im Süden und Osten des heutigen Staatsgebietes, und Sogdien im nördlichen Teil.

## Antike
Im 6. Jahrhundert breitete sich Persien unter der Achämeniden-Dynastie nach Zentralasien aus. Kyros der Zweite unternahm 538 v. Chr. einen Feldzug nach Osten, bei dem er Sogdien und Baktrien unterwarf und dem Perserreich einverleibte. Die Gebiete des heutigen Tadschikistan wurden von einem Satrapen aus Bactra, der Hauptstadt Baktriens im Norden des heutigen Afghanistans, verwaltet. 329 vor Christus erreichte Alexander der Große auf seinen Feldzügen Baktrien und eroberte die Region. Er gründete Alexandria Eschatê, das heutige Chudschand in Tadschikistan, und provozierte damit einen Aufstand der Sogdier, die sich gegen urbane Siedlungsformen in der bis dato nomadisch geprägten Region wehrten. 327 v. Chr. hatte sich die Lage in Baktrien beruhigt und die Revolte war niedergeschlagen.

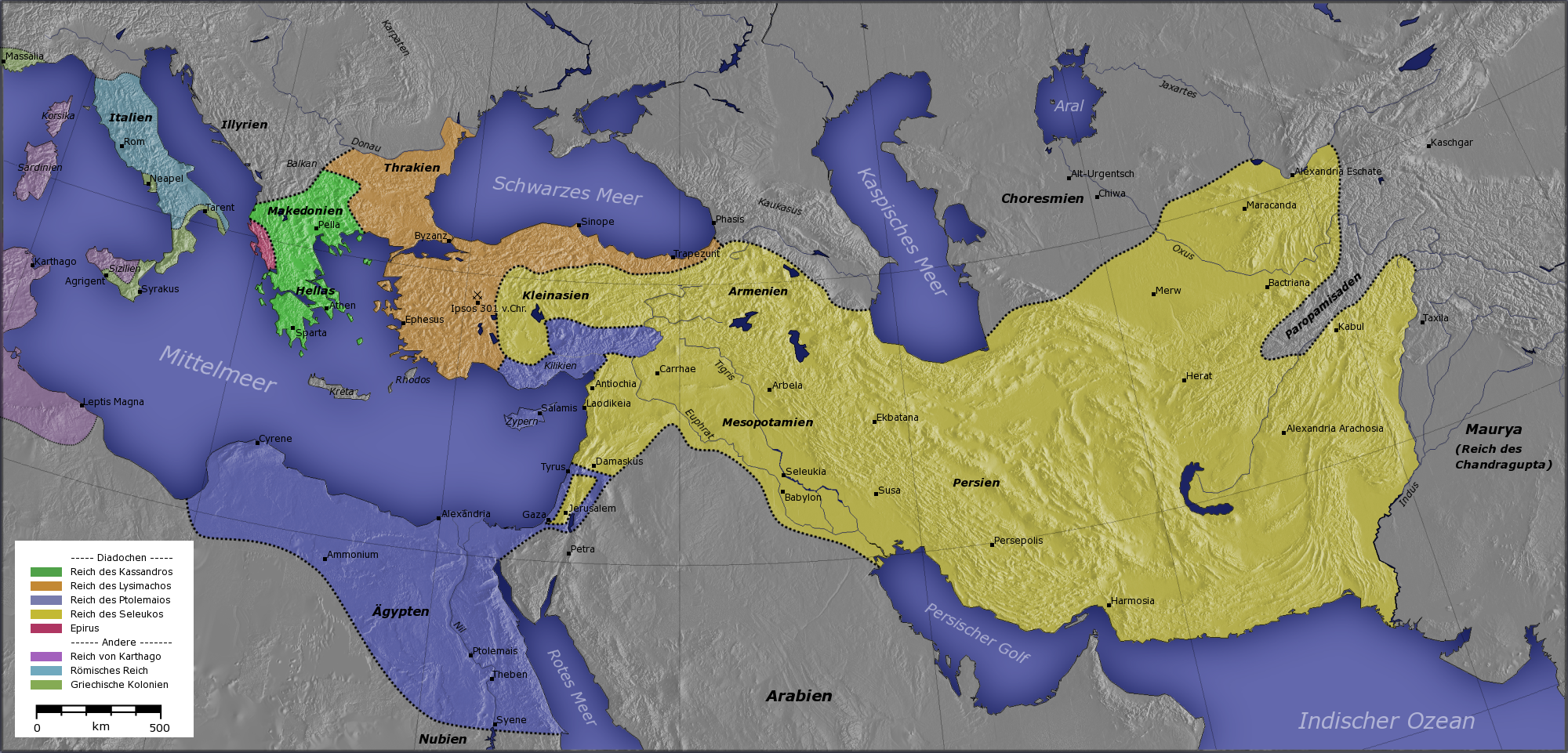
Diadochenreiche 301 v. Chr.

Nach dem Tod Alexanders 323 v. Chr. und den darauffolgenden Diadochenkriegen gehörte Baktrien zum Seleukidenreich. Dieses hatte sein Machtzentrum in Kleinasien und übte auf Grund der geographischen Entfernung zu den östlichen Gebieten Baktriens eine geringe Macht über Baktrien aus. Dies ermöglichte die Abspaltung Baktriens vom Seleukidenreich 240 v. Chr. unter Diodotos, der damit das griechisch-baktrische Reich gründete, das unter anderem Tadschikistan einschloss. 206 vor Christus marschierten seleukidische Truppen unter Antiochios III. in Graeco-Baktrien ein und belagerten die Hauptstadt Bactra. Im gleichen Jahr kam es zu einem Friedensschluss zwischen Baktrien und den Seleukiden, der das griechisch-baktrische Reich festigte. Im 2. Jahrhundert vor Christus wurden vor allem die nördlichen Gebiete Baktriens, unter anderem das heutige Tadschikistan, immer wieder von Nomaden aus den Steppen Usbekistans und Turkmenistans überrannt und wurden dadurch immer mehr der Kontrolle der griechischen Könige Baktriens entzogen. Gegen Ende des 2. Jahrhunderts v. Chr. war das griechisch-baktrische Reich ausgelöscht und Yuezhi-Stämme herrschten in Tadschikistan. Aus diesen Stammesgruppen entwickelte sich das Kuschan-Reich, dass sich von Tadschikistan aus nach Norden und Süden ausbreitete. Das Kuschan-Reich war bis in das 3. Jahrhundert nach Christus die vorherrschende Macht in der Region. Nach langen Kriegen gegen zentralasiatische Stämme wurden die Sassaniden die neue Großmacht in Zentralasien und beseitigten in Tadschikistan die geschwächte Kuschan-Herrschaft. Im Westen von Tadschikistans blühten diverse Sogdische Fürstentümer, die mit der islamischen Expansion untergingen. Wichtige Orte waren Pandschakent, Martshkat und Sanjar-Shah.

## Islamische Expansion

Phasen der islamischen Expansion

Das Sassanidenreich war bis ins 7. Jahrhundert nach Christus eines der mächtigsten Reiche der Erde und stand in Konkurrenz zum Römischen Reich. Erst 642 mit der Niederlage in der Schlacht bei Nehawand gegen muslimische Araber begann der Untergang des Sassanidenreichs und die Islamische Expansion erreichte schließlich auch Tadschikistan. Die islamische Eroberung Tadschikistans stellt eine Zäsur in der Geschichte der Region dar und ging vorerst mit Widerständen gegen die fremde Kultur und Religion einher (siehe auch Dēwāštič und Ghurak). Im Laufe der islamischen Herrschaft erlebte die Region aber eine Blütezeit, insbesondere unter der Samaniden-Dynastie im 9. und 10. Jahrhundert erlebte Zentralasien eine Epoche kulturelle Blüte. Auch die tadschikische Sprache entwickelte sich zu der Zeit. Auf die Samaniden folgten mehrere islamische Reiche auf dem Gebiet des heutigen Tadschikistans, unter anderem das Reich der Ghaznawiden, das Reich der Karakhaniden und das Reich der Choresm-Schahs.

## Mongolisches Reich

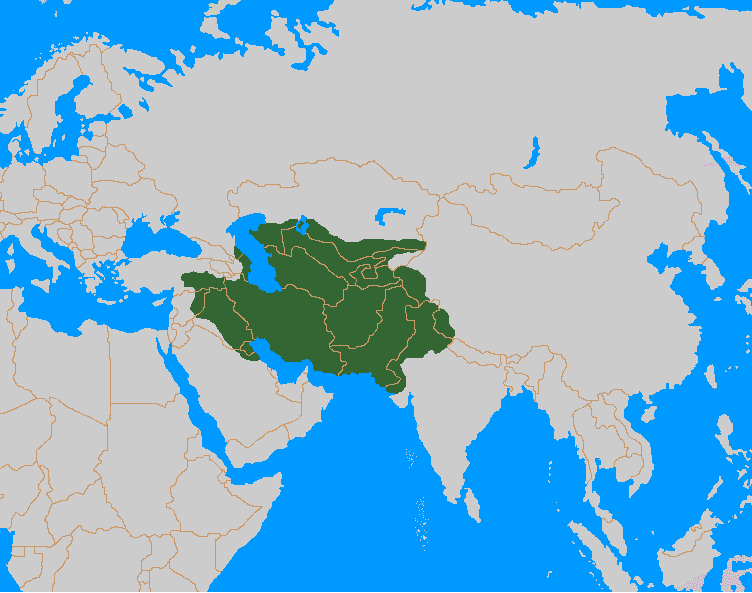
Karte des Reich Timurs

1221 gelang den Mongolen unter Dschingis Khan die Zerschlagung des Reiches der Choresm-Schahs und damit die Eroberung Tadschikistans. Das mongolische Reich der Goldenen Horde zerbrach Ende des 14. Jahrhunderts, als der zentralasiatische Militärführer Timur sein Reich in Zentralasien begründete und bis zu seinem Tod 1405 erweiterte.

## Timuriden-Dynastie
Mit der Verdrängung der Goldenen Horde begann die Herrschaft der Timuriden über Tadschikistan. Das Reich der Timuriden konnte nach Timurs Tod nicht in Gänze erhalten werden, Zentralasien blieb aber unter timuridischer Herrschaft. Während dieser erlebte auch Tadschikistan eine Blütezeit in kultureller und wissenschaftlicher Hinsicht. Das Reich war bis ins 15. Jahrhundert die vorherrschende Macht in Zentralasien. Unter Ulugh Beg, einem Förderer der Wissenschaft und Kultur, kam es zu einer innenpolitischen Zerrüttung, die den Einfall von Feinden in das Reich der Timuriden ermöglichten.

## Zeit der Khanate

Porträt von Muhammad Schaibani

Das geschwächte Reich der Timuriden wurde vom Usbeken-Khanat unter der Dynastie der Schaibaniden besiegt, sodass dieses Khanat die Gebiete rund um den Flusslauf des Syrdarjas bis nach Tadschikistan kontrollieren konnte. 1468 wurde dieses Khanat von Kasachen, die sich vom Usbeken-Khanat abgespalten hatten, besiegt. Das Usbeken-Khanat konnte um 1500 aber durch Muhammad Schaibani wiedererrichtet werden. Bereits nach dem Tod Schaibanis zeichneten sich mehrere einzelne Khanate ab, die im frühen 16. Jahrhundert noch im Usbeken-Khanat zusammengefasst waren. Eine Bedrohung für die Region war auch das aufstrebende Mogulreich unter Babur, der mehrmals versuchte Samarkand einzunehmen, aber von den Usbeken zurückgedrängt wurde. Vom 16. bis 19. Jahrhundert war Tadschikistan in der Hand verschiedener Khanat, vor allem des Buchara-Emirats. Damals trug das heutige Tadschikistan daher auch den Namen Ost-Buchara. Ständige Auseinandersetzungen zwischen den Khanaten prägten diese Phase der tadschikischen Geschichte.

## Russische Herrschaft

Turkestan um 1900

Im 19. Jahrhundert bekam Tadschikistan im Great Game zwischen dem Russischen Zarenreich und Großbritannien zunehmend strategisches Gewicht. Im Kampf um Einfluss in der Region war das Pamir-Gebirge, das teilweise in Tadschikistan liegt, ein wichtiger strategischer Faktor. In den 1860er und 1870er Jahren wurden die Khanate Zentralasiens reihenweise vom Russischen Zarenreich erobert, so fiel auch das Emirat von Buchara 1868 an die Russen, die damit in Tadschikistan Fuß fassen konnten. Der nördliche Teil Tadschikistans wurde direkt dem Zarenreich zugeschlagen, der südliche Teil gehörte weiterhin zum Emirat von Buchara, einem Vasallenstaat des Zarenreichs. 1895 wurde die Grenzziehung zu Afghanistan festgelegt und Tadschikistan erhielt die Gebiete nördlich des Flusses Pandsch, der die Grenze zu Afghanistan darstellt.

## Teil der Sowjetunion

Flagge der Tadschikischen SSR

Nach der Oktoberrevolution 1917 wurde 1920 der Emir von Buchara endgültig abgesetzt und das gesamte Gebiet des heutigen Tadschikistans gehörte damit als Teil der Autonomen Sozialistischen Sowjetrepublik Turkestan zur Sowjetunion. 1924 wurde Turkestan erst in die Turkmenische Sozialistische Sowjetrepublik und die Usbekische SSR geteilt. 1924 wurde das aktive und passive Frauenwahlrecht eingeführt. Zwischen 1925 und 1940 wurden schätzungsweise 48.000 Haushalte aus den Bergregionen Tadschikistans in die südlicheren Täler, nahe der afghanischen Grenze, umgesiedelt.
Am 25. Oktober 1929 wurde die Tadschikische Sozialistische Sowjetrepublik aus der Usbekischen SSR herausgelöst. Unter sowjetischer Herrschaft wurde der Lebensstandard in Tadschikistan deutlich erhöht, trotzdem hatte Tadschikistan den Ruf als Armenhaus der Sowjetunion. Die Grenzen zu den anderen Sowjetrepubliken waren offen, die Grenze zu Afghanistan hingegen stark gesichert. Viele Tadschiken arbeiteten in anderen Teilen der Sowjetunion, beispielsweise in Russland, oder in der DDR. Nach dem Zweiten Weltkrieg war Tadschikistan auch touristisch von Bedeutung, da 300.000 Besucher aus anderen Sowjetrepubliken in das Land kamen. Außerdem war die SSR der drittgrößte Baumwollproduzent innerhalb der Sowjetunion und verfügte zunehmend auch über Schwerindustrie, vor allem im Bereich der Aluminium-Verarbeitung.
Während der Sowjetzeit bestanden die alten Klanstrukturen weiter. Der Norden mit Zentrum in Chudschand (Leninabad) stand dem Süden mit Zentrum Kulob gegenüber. Die Gegensätze wurden dadurch ausgeglichen, dass der Norden den Parteichef und der Süden den Regierungschef stellte.

## Übergang zur Unabhängigkeit
Im Zuge der Perestroika-Politik in der Endphase der Sowjetunion kam es 1990 zu Massendemonstrationen in der Hauptstadt Duschanbe, die durch die sozialen und wirtschaftlichen Missstände, aber auch durch nationalistische und religiöse Motive gespeist waren. Nachdem im Februar 1990 die Parteizentrale der Kommunistischen Partei in Duschanbe gestürmt worden war, schlug die Sowjetarmee den Aufstand blutig nieder. Es gab mehr als 100 Todesopfer. Auch in der Kommunistischen Parteiführung Tadschikistans kam es zu Machtkämpfen, bei denen sich zunächst die Hardliner gegenüber den Reformern durchsetzten. Auch der erste Sekretär der KP, Qahhor Mahkamow, schloss sich nach den Ereignissen vom Februar 1990 der Hardliner-Fraktion an. Er wurde Ministerpräsident von Tadschikistan und Mitglied des Moskauer Politbüros der KPdSU. Am 24. August 1990 verabschiedete der Oberste Sowjet Tadschikistans eine Souveränitätserklärung, die einen multiethnischen Staat Tadschikistan und einen Beitritt desselben zum Unionsvertrag Gorbatschows vorsah. Tadschikistan blieb neben Turkmenistan die einzige Sowjetrepublik, die dem Entwurf Gorbatschows für einen neuen Unionsvertrag zustimmte.
Im November führte der Oberste Sowjet ein Präsidialsystem ein und wählte unter Protesten der Opposition, die eine Direktwahl des Präsidenten forderte, am 30. November 1990 Machkamow zum Präsidenten der Republik Tadschikistan. Während des Augustputschs 1991 verhielt sich die KP-Führung Tadschikistans zunächst abwartend. Erst nach dessen Scheitern fasste sie den Entschluss, sich von der KPdSU zu trennen und die KP Tadschikistans nannte sich kurze Zeit später in „Sozialistische Partei“ um. Nach Protesten der demokratischen Opposition trat Präsident Machkamow am 31. August 1991 zurück und der reformorientierte Qadriddin Aslonow übernahm übergangsweise das Präsidentenamt. Am 9. September 1991 wurde die Unabhängigkeit Tadschikistans proklamiert. Das weiter von Konservativen dominierte Parlament nötigte am 23. September 1991 Aslonow zum Rücktritt und wählte Rahmon Nabijew, der unter Breschnew 1982–1985 erster Sekretär des ZK der KP Tadschikistans gewesen war, zum neuen Übergangspräsidenten bis zu der zunächst für den 27. Oktober 1991 angesetzten Präsidentschaftswahl.

## Unabhängigkeit

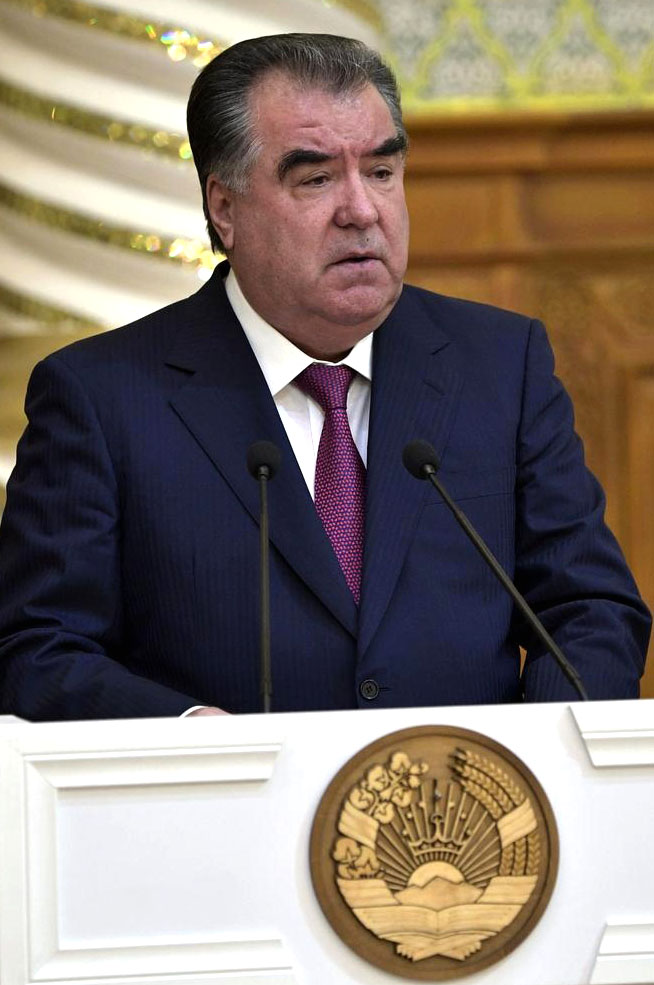
Präsident Rahmon

Im November 1991 wurde Rahmon Nabijew bei der Präsidentschaftswahl in Tadschikistan 1991 zum ersten gewählten Präsidenten Tadschikistans. 1992 brach der tadschikische Bürgerkrieg aus, in dem verschiedene religiöse und lokale Bewegungen um die Macht in Tadschikistan kämpften. Im September 1992 endete die Präsidentschaft Nabiyevs auf Druck der Opposition. Diese installierte Akbarschoh Iskandarow als Gegenpräsidenten. Am 20. November 1992 konnte sich Emomali Rachmon mit russischer Hilfe als Präsident durchsetzen. Er wurde bei der Präsidentschaftswahl 1994 im Amt bestätigt. Mit der Parlamentswahl in Tadschikistan 1995 wurden noch während des Bürgerkriegs die ersten Parlamentswahlen in Tadschikistan abgehalten, die mit einem Sieg der Anhänger des Präsidenten endete. Am 27. Juni 1997 endete der Bürgerkrieg offiziell mit dem Friedensvertrag von Moskau. Rachmon blieb derweil im Amt und wurde durch die Präsidentschaftswahl in Tadschikistan 1999 in diesem bis 2006 bestätigt. Am 27. Februar 2000 wurden mit der Parlamentswahl in Tadschikistan 2000 erstmals nach dem Bürgerkrieg ein neues Parlament gewählt. Im April 2003 besuchte Russlands Präsident Wladimir Putin das Land und kündigte eine verstärkte russische Militärpräsenz auf Grund der Grenze zu Afghanistan an. 2009 wurde ein Abkommen mit den Vereinigten Staaten geschlossen, das den Transport nicht-militärischer Güter durch Tadschikistan nach Afghanistan erlaubt. 2011 wurde ein Grenzstreit mit der Volksrepublik China vertraglich beigelegt. Bei der Präsidentschaftswahl 2013 wurde Rachmon für sieben Jahre im Amt bestätigt. 2015 gewann die Volksdemokratische Partei Tadschikistans bei der Parlamentswahl in Tadschikistan 2015 erneut die absolute Mehrheit der Sitze im Repräsentantenhaus. 2016 wurde in einem Referendum eine Verfassungsänderung durchgesetzt, die die Begrenzung der Amtszeit des Präsidenten abschafft. Darauf wurde er 2020 erneut wiedergewählt.
2021 kam es in der Region Berg-Badachschan zu Unruhen gegen den Präsidenten, 2022 an der Grenze zu Kirgistan zu Zusammenstößen mit einigen Dutzend Toten. 2022 kam es zu Kooperationen mit den USA, die 60 Mio. Dollar für die Sicherung der Grenze zu Afghanistan zusagten und ein Antiterrormanöver organisierten, an dem auch Kasachstan, Kirgistan und Usbekistan teilnahmen.

## Belege
- Wichtigsten Daten zur tadschikischen Geschichte bei BBC (abgerufen am 15. Dezember 2018)
- Zusammenfassung der tadschikischen Geschichte bei advantour (abgerufen am 15. Dezember 2018)